# Les Spécialistes
Pour les articles homonymes, voir Les Spécialistes (émission de télévision), Les Spécialistes (groupe) et Les Spécialistes (installation).
Cet article possède un paronyme, voir Les Spécialisés.
Pour plus de détails, voir Fiche technique et Distribution.
Les Spécialistes est un film français réalisé par Patrice Leconte et sorti en 1985.

## Synopsis
Alors qu'il lui reste un an de détention à tirer, Stéphane Carella, casseur notoire, doit être transféré dans une autre prison dans un fourgon de gendarmerie dont le trajet passe dans les gorges du Verdon. Mais les gendarmes viennent en aide à des collègues, dont le véhicule vient d'avoir un léger accident, les obligeant à menotter Carella avec un certain Paul Brandon, individu apparemment violent et dangereux. C'est alors que Brandon neutralise un gendarme et s'évade en compagnie de Carella, avec lequel il est toujours menotté. Après avoir escaladé des falaises et plongé dans un torrent pour échapper à leurs poursuivants, les deux hommes réussissent à échapper aux policiers et trouvent refuge dans une maison isolée où vit Laura. La jeune femme, employée dans un parc d'attractions, les aide volontiers, car son mari a été tué un an auparavant par les forces de l'ordre. Cette dernière tombe sous le charme des deux hommes.
Brandon révèle qu'il planifie un hold-up au casino de Mazetti, à Nice, qui appartient à la mafia et essaie de convaincre Carella de s'y associer, dans la mesure où il est spécialiste des ouvertures de coffres. Ce dernier accepte, tandis que Laura leur fournit son aide. Les deux hommes se font passer pour des agents d'assurances venus faire contrôler le système de sécurité du casino, afin d'y étudier les moyens de faire le casse. Mais Carella, ayant des doutes sur la faisabilité du plan, découvre que ce casse cache un autre enjeu : Brandon lui révèle qu'il est un policier sous couverture, chargé par son supérieur Kovacs de déclencher une guerre des gangs afin d'éliminer Mazetti. Carella, en échange d'une remise de peine, continue de s'associer avec Brandon.
Le jour du casse, Brandon et Carella mettent leur plan à exécution et parviennent à dérober l'argent dans le coffre du casino, puis à échapper à leurs poursuivants, dont Mazetti, qui est abattu par des malfrats américains, avec qui il était en cheville. Brandon demande à Carella de s'enfuir. Lors d'un rendez-vous avec Kovacs, Brandon lui annonce qu'il a laissé filer Carella, avant de découvrir que ce dernier, grâce à la complicité de Laura, a dérobé l'argent grâce à un astucieux subterfuge. Brandon retrouve son compagnon d'infortune, planqué dans une mine de gravier, afin de l'arrêter, avant de douter et de sauver la vie de Carella en neutralisant les mafieux américains, qui étaient associés avec Kovacs.
Se rendant compte qu'il a été manipulé depuis le début, Brandon appelle Kovacs au téléphone, avant de se décider à fuir avec Carella avec le magot, afin de rejoindre Laura, partie en Australie.

## Fiche technique
- Titre : Les Spécialistes
- Réalisation : Patrice Leconte
- Scénario : Bruno Tardon, adaptation et dialogues de Patrick Dewolf, Patrice Leconte et Michel Blanc
- Assistants-réalisation : Véronique Labrid, Étienne Dhaene et Alain Rocca
- Musique : Éric Demarsan
- Directeur de la photographie : Eduardo Serra
- Décors : Jacques Bufnoir et Ivan Maussion
- Costumes : Annie Périer-Foulon
- Maquillage : Éric Muller
- Son : Alain Lachassagne, mixé par Jean-Paul Loublier et Bernard Le Roux
- Montage : Joëlle Hache
- Affiche : Philippe Lemoine
- Pays de production :  France
- Langues originales : français et anglais
- Producteur délégué : Bernard Artigues
- Directeur de production : Henri Brichetti
- Sociétés de production : Les Films Christian Fechner et Films A2
- Société de distribution : Gaumont
- Format : couleur — 35 mm — 2,35:1 Panavision - son : Dolby stéréo
- Genre : comédie, action, buddy movie et film de casse
- Durée : 94 minutes
- Date de sortie :
  - France : 13 mars 1985
- (fr) Classification CNC[1] : tous publics
- Visa d'exploitation no 59094 délivré le 1er mars 1985)
- Affiche : Jean Mascii (France)

## Distribution
- Bernard Giraudeau : Paul Brandon
- Gérard Lanvin : Stéphane Carella
- Christiane Jean : Laura
- Maurice Barrier : Kovacs
- Daniel Jégou : le directeur du casino
- Bertie Cortez : Mazetti
- William Doherty
- Salvatore Ingoglia
- Jacques Nolot : le gendarme chez Laura
- Frédéric Pieretti
- Philippe Sarnin
- Jean Toscan

## Production

### Tournage
source : L2TC
| - Île-de-France : - Hauts-de-Seine : - Studios Billancourt - Malakoff : dans une usine désaffectée | - Région PACA : - Alpes-de-Haute-Provence : - Gorges du Verdon - Rougon - Alpes-Maritimes : - Menton : - Palais de l'Europe - Casino de Menton - Nice - Studios de la Victorine - Vieux-Nice |

## Accueil

### Box-office
Lors de sa sortie en salles, Les Spécialistes rencontre un énorme succès commercial, prenant la tête du box-office parisien pendant deux semaines consécutives, en enregistrant un résultat de 646 367 entrées, dont un démarrage à 408 125 entrées. Finalement, il finit son exploitation parisienne avec 1 082 963 entrées. Le succès se confirme en province, avec plus de 4 millions d'entrées, portant le total à 5 319 542 entrées en France, lui permettant d'être classé en troisième position des meilleures entrées en France derrière Trois hommes et un couffin et Rambo II : La Mission et en seconde position des meilleures entrées en France pour un film français la même année.

### Critique
« Habile, divertissant, le film se joue aussi des clichés, les exploitant avec ironie sans les cautionner. »

— Cécile Mury, Télérama

« De l'action, des cascades, une mise en scène au cordeau et un super duo Giraudeau-Lanvin. »

— Télé 7 Jours, 1987

## Anecdote
Le nom du personnage joué par Gérard Lanvin, Stéphane Carella est un clin d'œil au même nom porté par l'inspecteur joué douze ans plus tôt par Jean-Louis Trintignant dans Sans mobile apparent de Philippe Labro, dont l'action se déroule également à Nice.